# Visconde de Arneiro
Visconde de Arneiro é um título nobiliárquico criado por D. Maria II de Portugal, por Decreto de 17 de Julho de 1870, em favor de José Augusto Ferreira da Veiga.
Titulares
1. José Augusto Ferreira da Veiga, 1.º Visconde de Arneiro.